# Facilina campbelli
Facilina campbelli är en tvåvingeart som beskrevs av Paramonov 1958. Facilina campbelli ingår i släktet Facilina och familjen Pyrgotidae. Inga underarter finns listade i Catalogue of Life.